# توحيدية عالمية
التوحيدية العالمية هو مجتمع ديني يتميز بدعم «البحث الحر والمسؤول عن الحقيقة ومعنى الحياة». لا يشترك الموحدون العالميون بعقيدة مشتركة، بل يعتبرون موحدين من خلال بحثهم عن النمو الروحي ويقينهم أن لاهوت الفرد هو نتيجة لرحلة البحث تلك وليست طاعة لمتطلبات استبدادية. يستمد الموحدون العالميون أفكارهم من عدة مصادر عقائدية ولديهم مجموعة من العقائد والممارسات.
الموحدين العالميين لا تشترك في العقيدة؛ بل هي موحدة من قبل سعيهما المشترك لتحقيق النمو الروحي وعلى أساس أن اللاهوت الفرد هو نتيجة لتلك الطاعة وليس لبحث مطلب السلطوي. الموحدين العالميين الاعتماد على مصادر كثيرة لاهوتية مختلفة ولها مجموعة مختلفة من المعتقدات والممارسات.
كان للموحدون الأوائل ممثلين بالكنيسة التوحيدية الأمريكية جذور عقائدية مسيحية، حيث ينحدرون من مسيحيين رافضين للتثليث ظهروا في فترة الإصلاح الديني البروتستانتي أبرزهم الطبيب الإسباني ميقوال سيرفيت والمفكر الإيطالي فاوستو سوزيني والفيزيائي الإنجليزي إسحاق نيوتن...بينما يمتاز الموحدون العالميون المعاصرين بنهجهم التعددي، فقد يكون أتباعها إلحاديين أو إلوهيون أو يتبعون عقيدة أخرى بين هاذين الطرفين.
ظهرت الجمعية التوحيدية العالمية (UUA) ومقرها بوسطن عام 1961 كدعم للجمعية التوحيدية الأمريكية التي تأسست عام 1825 والكنيسة التوحيدية الأمريكية التي تأسست عام 1866. ويقطن معظم أعضائها بالولايات المتحدة، كما انفصل المجمع التوحيدي الكندي عنها سنة 2002.

## التاريخ
مثّل الموّحدون أو رافضوا التّثليث أحد التّيارات التي ظهرت في خضّم الإصلاح الدّيني الذي بدأه  مارتن لوثر ...و من رموز هذا الفكر البولوني بيوتر قونيادزا Piotr z Goniądza الذي تأثّر بكتب سرفت وأنشأ في ليتوانيا أوّل كنيسة موحّدة في العصر الحديث ثمّ تمّ الاعتراف في بولونيا بوجود «الكنيسة البولونيّة الصغيرة» التي تعايشت فترة مع الكاثوليك والبروتستانت ثمّ تحالفا ضدّها وتمّ منعها في 1658 فهرب بعض أنصارها إلى مقاطعة ترنسيلفانيا ; و في مقاطعة ترانسيلفانيا (التي تتبعُ اليوم رومانيا لكن كانت آنذاك تحت حكم المجر) أسّس فيرنك دافيد Ferenc David الكنيسة المجريّة الموحّدة وهي موجودة حتى اليوم
ظلت التوحيدية العالمية طائفة بروتستانية حتى الستينات من القرن العشرين، حتى تم توحيد فرعيها الرئيسيين: الكنيسة التوحيدية الأمريكية والجمعية التوحيدية الأمريكية فتطور الفكر اللاهوتي لأعضائها وتخذ منحاً مختلف عن الفكر التقليدي المسيحي غير أنهم احتفظوا بالعديد من التقاليد الكنسية المسيحية مثل الترنيم وإلقاء عظة أثناء القداس.
تطور التوحيديون العالميون في نيو إنغلاند عن أسلافهم البيوريتانيين الذين ركزوا على التفسير الحرفي للإنجيل. حتى أن بعضهم رفض مبدأ الثالوث في المسيحية وبدأوا يؤمنون بوحدة الأقانيم. كما رفضوا الفكرة التي انتشرت بين البيوريتانيين أن الله يختار بعض المختاريين ليخلصهم من النار وامنوا أن الجميع سيخلصون بدون أستثناء فانكروا بذلك وجود جهنم.
أما الآن فلا يمكن اعتبار هذه الجمعية جزءا من الدين المسيحي بما أنها تضم أعضاء من ديانات مختلفة إضافة إلى ملحدين ولا أدريين تجمعهم مبادئ سبعة:
1. كالكرامة والقيمة الفطرية لكل شخص
2. العدالة والانصاف والتعاطف بين الناس كأساس للعلاقات الإنسانية
3. القبول بالآخر والتشجيع على النمو الرحي بين جمعياتنا
4. حرية كل فرد ومسؤوليته الشخصية في بحثه عن الحقيقة ومعنى الحياة
5. حرية الضمير والتعامل الديمقراطي ضمن جمعياتنا والمجتمع
6. التوق إلى جماعة عالمية بالسلام والحرية والعدل لكل شخص
7. الاخترام للسنكة المرابطة لكل الكون

### الجذور البيوريتانية والخلفية الأبرشانية
تشكلت التوحيدية الكونية عام 1961 جراء اتحاد طائفتين مسيحيتين منفصلتين وتاريخيتين، هما الكنيسة الكونية الأمريكية والجمعية التوحيدية الأمريكية، كلاهما مقرهما في الولايات المتحدة، دُعيت المؤسسة الجديدة الناشئة جراء هذا الاتحاد بالجمعية الكونية التوحيدية. خلال فترة الاتحاد الأمريكي الشمالي، توسع التوحيديون والعالميون خارج جذورهم المتأصلة في اللاهوت المسيحي التحرري. واليوم، يستمد هؤلاء تقاليدهم من عدة تقاليد دينية مختلفة. بإمكان أفراد الجمعية اعتبار أنفسهم مسيحيين أو غير مسيحيين، أو اتباع المعتقدات المسيحية. تميل الأبرشيات الكونية التوحيدية والزمالات إلى الحفاظ على بعض التقاليد المسيحية، مثل صلاة الأحد والعظة التي تُقام وغناء التراتيل. أما المعتقدات أو العناصر التابعة لدين أو اعتقاد ما، والتي بإمكان المرء إدراجها ضمن ممارساته الروحية الخاصة، فتلك مسألة شخصية تتعلق بالفرد، بما لا يتعارض طبعًا مع المسلك اللاعقائدي تجاه الروحانية والنمو الإيماني.
تطور التوحيديون في نيو إنجلاند من مسيحية الحجاج الكنسية، والتي ارتكزت أساسًا على قراءة الكتاب المقدس. رفض التوحيديون المحررون عقيدة الثالوث التي يؤمن المسيحي من خلالها بالثالوث المقدس: الأب والابن والروح القدس. بدلًا من ذلك، أكدوا على فكرة الاتحاد مع الإله. بالإضافة لذلك، رفض أولئك أيضًا عقيدة الخطيئة الأصلية، مبتعدين بذلك عن كالفينية الأبرشانية.
رفض الكونيون في نيو إنجلاند تركيز الآباء البيوريتانيين على القلة المختارة، فمن المفترض أن ينجو المختار من اللعنة الأبدية على يد الإله العادل. بدلًا من ذلك، أكد الكونيون على فكرة مفادها أن جميع البشر سيتصالحون في نهاية المطاف مع الله ويحصلون على الخلاص. رفض الكونيون فكرتي جهنم واللعنة اللتين نشرهما الواعظون الإنجيليكانيون، والذين حاولوا إحياء المسيحية الأصولية للآباء الحجاج الأوائل.

### الكونية
للكونية تاريخ طويل، فبدأت لدى أوريجانوس وغريغوريوس أسقف نيصص، لكن يشكك بعض المؤرخين الحديثين فيما إذا علّم هذان الأبوان الكنسيان العقيدة الكونية بحرفيتها (الخلاص الكوني).
تؤكد هذه العقيدة على خلاص جميع الأرواح البشرية عبر الإيمان بالمسيح، ما يقود إلى «عودة كل شيء إلى وضعه الأصلي». في عام 1793، برزت الكونية بصفتها طائفة من طوائف المسيحية في الولايات المتحدة، ودُعيت في النهاية بالكنيسة الكونية الأمريكية. كان إلهانن ونتشستر وهوسيا بالو وجون موراي من المدافعين الأمريكيين الأوائل على فكرة الخلاص الكوني، وقالوا جميعهم أن كل الأرواح البشرية ستصل إلى الخلاص، لكن في بعض الأحيان، قد يأتي الخلاص بعد فترة من الزمن تُمثل المطهر. تنكر الكونية المسيحية عقيدة اللعنة الأبدية، وتدعي الإيمان بإله محب سيخلّص جميع الكائنات البشرية.

### التوحيدية
تاريخيًا، ظهرت عدة أشكال من مذهب اللاثالوثية داخل العقيدة المسيحية. قد يشير المصطلح إلى أي معتقد يتمحور حول طبيعة يسوع المسيح ويؤكد وحدوية الله ويرفض عقيدة الثالوث، وهذا أمرٌ مؤكد في قانون الإيمان: وهو اتفاق أو إجماع بين الأساقفة المسيحيين خلال مجمع نيقية الأول عام 325. انتشرت اللاثالوثية بشكل خاص خلال فترة الاضطرابات اللاهوتية التي نتجت عن الإصلاح البروتستانتي. درس الطبيب الإسباني ميغيل سيرفيت الإنجيل وتوصل إلى استنتاج مفاده أن مبدأ الثالوث، مثلما يُصور تقليديًا، ليس إنجيليًا. سبب كتاباه عن أخطاء الثالوث وChristianismi Restitutio اضطرابًا وصخبًا. اعتُقل سيرفيت في نهاية المطاف، وأُدين بالهرطقة وأُحرق على العمود في جنيف عام 1553.
دخل المصطلح «توحيدي» اللغة الإنجليزية عن طريق هنري هيدورث، الذي طبّق المصطلح على تعاليم ليليو سوتزيني والعقيدة التجديدية السوسنية البولندية. تأسست الكنائس التوحيدية بشكل رسمي في ترانسلفانيا وبولندا (على يد السوسنيين) في النصف الثاني من القرن السادس عشر.